# Case Keenum
Casey Austin Keenum (nacido el 17 de febrero de 1988) es un jugador profesional de fútbol americano estadounidense que juega en la posición de quarterback y actualmente milita en los Buffalo Bills de la National Football League (NFL).

## Biografía
Keenum nació en Brownwood, Texas. Asistió a Wylie High School en Abilene, donde consiguió 6,783 yardas de pase y 48 touchdowns, y corrió para 41 touchdowns y 2,000 yardas. Logró un récord de 31-11.
Keenum eligió la Universidad de Houston, donde jugó para los Cougars. Allí pasó 6 años, aunque no pudo jugar en su primer año puesto que Kevin Kolb era el quarterback titular. Al año siguiente, con el drafteo de Kolb por los Eagles, Keenum se ganó la titularidad.

## Carrera

### Houston Texans
Keenum fue adquirido por los Houston Texans como agente libre sin draftear, donde pasó la temporada de 2012 en la escuadra de prácticas. La siguiente temporada ocupó un puesto entre los 53 hombres del plantel.
El 31 de agosto de 2014, Keenum fue cortado por los Texans para hacer sitio al reciente fichaje, Ryan Mallett.

### St. Louis Rams
El 1 de septiembre de 2014, al día siguiente de ser cortado por los Texans, Keenum fue reclamado por los St. Louis Rams. Sin embargo, Keenum fue cortado el 28 de octubre. Dos días después fue adquirido nuevamente para los escuadra de prácticas.

### Houston Texans (segunda etapa)
El 15 de diciembre de 2014, los Texans firman de nuevo a Keenum. El 21 de diciembre ganaría su primer partido de liga frente a los Baltimore Ravens.

### St. Louis/Los Angeles Rams (segunda etapa)
El 11 de marzo de 2015, los Rams adquieren a Keenum a cambio de una séptima ronda del draft de 2016. Sin embargo es nombrado suplente de Nick Foles, la reciente incorporación.

### Minnesota Vikings
El 31 de marzo de 2017, Keenum firmó un contrato de 1 año con los Minnesota Vikings. En principio sería el suplente de Sam Bradford pero, tras la lesión de este, fue el quarterback titular hasta el Campeonato de la NFC, donde cayeron derrotados frente a los a posteriori campeones de la Super Bowl LII, Philadelphia Eagles.

### Denver Broncos
El 14 de marzo de 2018, Keenum firmó un contrato de 2 años por $36 millones con los Denver Broncos.
Enviado a los Arizona Cardinals en el 2019 con una selección de séptima ronda en el 2020 a cambio de la selección de sexto round en el 2020

### Washington Football Team
Enviado Por los Broncos en el 2019 con una selección de séptima ronda en el Draft de 2020 a cambio de la selección de sexto round en el 2020.
Los Broncos le pagaron un bono de medio millón de dólares a Keenum por reestructurar su contrato y de paso le pagaron 3.5 millones de los 7 que tiene garantizados en su salario del 2019, por lo que los Redskins solamente pagarán los otros 3.5 millones garantizados.
El salario base de Keenum por el 2019 será de 18 millones, y el cambio de hará oficial este 13 de marzo que arranque el año de la liga.

### Cleveland Browns
El 24 de marzo de 2020, Keenum firmó un contrato de tres años y $ 18 millones con los Cleveland Browns. Sirvió como mariscal de campo suplente de Baker Mayfield. Hizo su debut de temporada en la Semana 6 después de que Mayfield fuera enviado a la banca en el tercer cuarto debido a una lesión agravada en las costillas. Completó 5 de 10 pases y lanzó para 46 yardas en una derrota por 7-38 ante los Pittsburgh Steelers en el transcurso de tres series ofensivas

## Estadísticas
Todas las estadísticas y logros son cortesía de la NFL, y Pro-Football.

### Temporada regular
| Temporada | Equipo  | Juegos | Registro (V-D) | PT | Pases | Pases | Pases | Pases | Pases | Pases | Pases | Pases | Pases  | Acarreos | Acarreos | Acarreos | Acarreos | Acarreos | Capturas | Capturas | Fumbles | Fumbles |
| Temporada | Equipo  | Juegos | Registro (V-D) | PT | Comp  | Att   | Pct   | Yds   | YPA   | Lg    | TD    | Int   | Índice | Att      | Yds      | Prom     | Lg       | TD       | Cap      | Yds      | Fum     | Perd    |
| --------- | ------- | ------ | -------------- | -- | ----- | ----- | ----- | ----- | ----- | ----- | ----- | ----- | ------ | -------- | -------- | -------- | -------- | -------- | -------- | -------- | ------- | ------- |
| 2013      | HOU     | 8      | 0-8            | 8  | 137   | 253   | 54.2  | 1,760 | 7.0   | 66    | 9     | 6     | 78.2   | 14       | 72       | 5.1      | 22       | 1        | 6        | 19       | 6       | 2       |
| 2014      | HOU     | 2      | 2-0            | 2  | 45    | 77    | 58.4  | 435   | 5.6   | 35    | 2     | 2     | 72.2   | 10       | 35       | 3.5      | 13       | 0        | 2        | 3        | 1       | 1       |
| 2015      | STL     | 6      | 3-2            | 5  | 76    | 125   | 60.8  | 828   | 6.6   | 60    | 4     | 1     | 87.7   | 12       | 5        | 0.4      | 4        | 0        | 1        | 4        | 3       | 2       |
| 2016      | LAR     | 10     | 4-5            | 9  | 196   | 322   | 60.9  | 2,201 | 6.8   | 65    | 9     | 11    | 76.4   | 20       | 51       | 2.6      | 13       | 1        | 11       | 23       | 5       | 1       |
| 2017      | MIN     | 15     | 11-3           | 14 | 325   | 481   | 67.6  | 3,547 | 7.4   | 65    | 22    | 7     | 98.3   | 40       | 160      | 4.0      | 22       | 1        | 7        | 22       | 1       | 1       |
| Carrera   | Carrera | 41     | 20-18          | 38 | 779   | 1,258 | 61.9  | 8,771 | 7.0   | 66    | 46    | 27    | 86.0   | 96       | 323      | 3.4      | 22       | 3        | 27       | 71       | 16      | 7       |

### Playoffs
| Temporada | Equipo  | Juegos | Registro (V-D) | PT | Pases | Pases | Pases | Pases | Pases | Pases | Pases | Pases | Pases  | Acarreos | Acarreos | Acarreos | Acarreos | Acarreos | Capturas | Capturas | Fumbles | Fumbles |
| Temporada | Equipo  | Juegos | Registro (V-D) | PT | Comp  | Att   | Pct   | Yds   | YPA   | Lg    | TD    | Int   | Índice | Att      | Yds      | Prom     | Lg       | TD       | Cap      | Yds      | Fum     | Perd    |
| --------- | ------- | ------ | -------------- | -- | ----- | ----- | ----- | ----- | ----- | ----- | ----- | ----- | ------ | -------- | -------- | -------- | -------- | -------- | -------- | -------- | ------- | ------- |
| 2017      | MIN     | 2      | 1-1            | 2  | 53    | 88    | 60.2  | 589   | 6.7   | 61    | 2     | 3     | 73.5   | 2        | 12       | 6.0      | 12       | 0        | 3        | 18       | 1       | 1       |
| Carrera   | Carrera | 2      | 1-1            | 2  | 53    | 88    | 60.2  | 589   | 6.7   | 61    | 2     | 3     | 73.5   | 2        | 12       | 6.0      | 12       | 0        | 3        | 18       | 1       | 1       |